# Ernst Engels
Ernst Engels (* 28. Oktober 1845 in Falkenhagen; † 27. März 1899 in Berlin) war Jurist, Bergrat und Mitglied des Deutschen Reichstags.

## Leben
Engels besuchte von 1859 bis 1865 das Gymnasium Schulpforta und von 1865 bis 1868 die Universitäten Tübingen und Berlin. Er wurde 1865 Mitglied der burschenschaftlichen Verbindung Normannia Tübingen. Sodann war er Auskultator und Referendar in Prenzlau, Seelow, Charlottenburg und Berlin. 1873 war er erst Gerichts-Assessor, dann 1874 Kreisrichter in Schivelbein. 1877 trat er zur Bergverwaltung über, ab 1879 war er Oberbergrat und Justitiar des Königlichen Oberbergamts in Clausthal. Im Nebenamt war er Dozent an der dortigen Bergakademie und Vorsitzender der Schiedsgerichte für Unfall- und für Invaliden-Sachen in Clausthal. Ab 1885 war er Kreistagsabgeordneter, Kreisausschussmitglied und Kreisdeputierter für den Kreis Zellerfeld. Den Krieg 1866 hat er als Einjährig-Freiwilliger, den Krieg 1870/71 als Reserve-Offizier mitgemacht. Er erhielt das Eiserne Kreuz und wurde 1884 Hauptmann der Landwehr.
Von 1893 bis 1898 war er Mitglied des Deutschen Reichstags für den Wahlkreis Provinz Hannover 13 (Goslar, Zellerfeld, Ilfeld) und die Deutsche Reichspartei. Ab 1890 war er auch Mitglied des Preußischen Abgeordnetenhauses, dieses Mandat endete mit seinem Tode.